# Группа Семи островов
Семь островов (норв. Sjuøyane) — группа необитаемых островов в акватории Баренцева моря к северу от Северо-восточной Земли полярного архипелага Шпицберген.

## География

Как следует из названия, группа состоит из семи островов, а также нескольких небольших островков и шхер и является самой северной частью архипелага Шпицберген. Крупных островов в группе всего лишь три.
Основные острова группы:
- Остров Мартенса
- Остров Отражения
- Остров Филиппа

а также островки:
- Остров Уолдена
- Остров Нельсона
- Большой Столовый
- Малый Столовый (с близлежащим островом Росса)

Последний является шхерой с координатами 80°49’44". Это самая северная точка Норвегии. Группа Семи островов — конечная точка течения Гольфстрим. Территория островов является заповедником.